# Rotter Lajos turistaház
A Hármashatár-hegyi turistaház, vagy más néven Rotter Lajos turistaház Budapest egyetlen működő turistaháza a Budai-hegységben, Budapest III. kerületében. Az egykori pilótaotthon átalakításával 2016-ban hozták létre Rotter Lajos repülőgép-tervezőről elnevezve. Tőle nem messze működött 1926–1935 között az egykori Hármashatár-hegyi turistaház, melynek épülete ma az Udvarház Étteremnek ad otthont.

## Történelem
A Hármashatár-hegyen, nem messze a mai turistaház épületétől 1926–1935 között működött az egykori Hármashatár-hegyi turistaház.
A Hármashatár-hegyen az 1930-as években kezdődött a vitorlázórepülés. A Magyar Aero Szövetség 1940 áprilisában adta át a mai turistaház ősét, a pilótaotthont; a megnyitón Ulrich Hugó, a Magyar Cserkészszövetség társelnöke ismertette a hármashatár-hegyi vitorlázórepülő-telep fejlődését, majd Horthy István adta át a pilótaotthont és a repülőhangárt.
A Pilisi Parkerdő Zrt. 2012-ben kezdte meg egy ökoturisztikai központ kialakítását a Hármashatár-hegyen. 2015–2016-ban alakították ki a természetjáró közönség részére a Hármashatár-hegyi turistaházát. A korábban Pilótaotthonként szolgáló épületet Koller József Ybl-díjas építész tervei alapján építette át az erdőgazdaság, 120 millió forintos beruházással. Július 14-én adták át, a Guckler Károly-kilátóval együtt.

## Turizmus
A Hármashatár-hegyi turistaházban 50 férőhelyet alakítottak ki: 2 db franciaágyas, 6 db kétágyas, 2 db négy-, 3 db hat-, valamint 1 db nyolcágyas szobában hajthatják álomra a fejüket az ide érkezők, melyekhez egy vagy két szobánként fürdő tartozik. A látogatók egy közösségi helyiséget is használhatnak, teljesen felszerelt konyhával. A korábbi repülős bázison, a régi hangárokban erdei iskola, bisztró és rendezvényhangár működik.